# De 1000 øers land - Åland
|  | Denne artikel er oprettet af botten Steenthbot ud fra en ekstern database. Den kan derfor have sproglige fejl eller mangler. Denne skabelon kan fjernes efter kontrol af indholdet. |

De 1000 øers land - Åland er en dansk dokumentarfilm fra 1984 instrueret af Aksel Hald-Christensen.